# Federazione Auto Motoristica Sammarinese
La Federazione Auto Motoristica Sammarinese (FAMS) è l'organo che governa gli sport motoristici nella Repubblica di San Marino.
La Federazione è stata fondata il 21 maggio 1965 ed è stata riconosciuta nell'ottobre del 1968 dalla Federazione Internazionale dell'Automobile (FIA).
Il presidente della federazione è Filippo Reggini, mentre i presidenti onorari sono Enzo Zafferani e, dal 2009, Jean Todt.
La sede si trova a Dogana, nel castello di Serravalle.